# East Hollywood

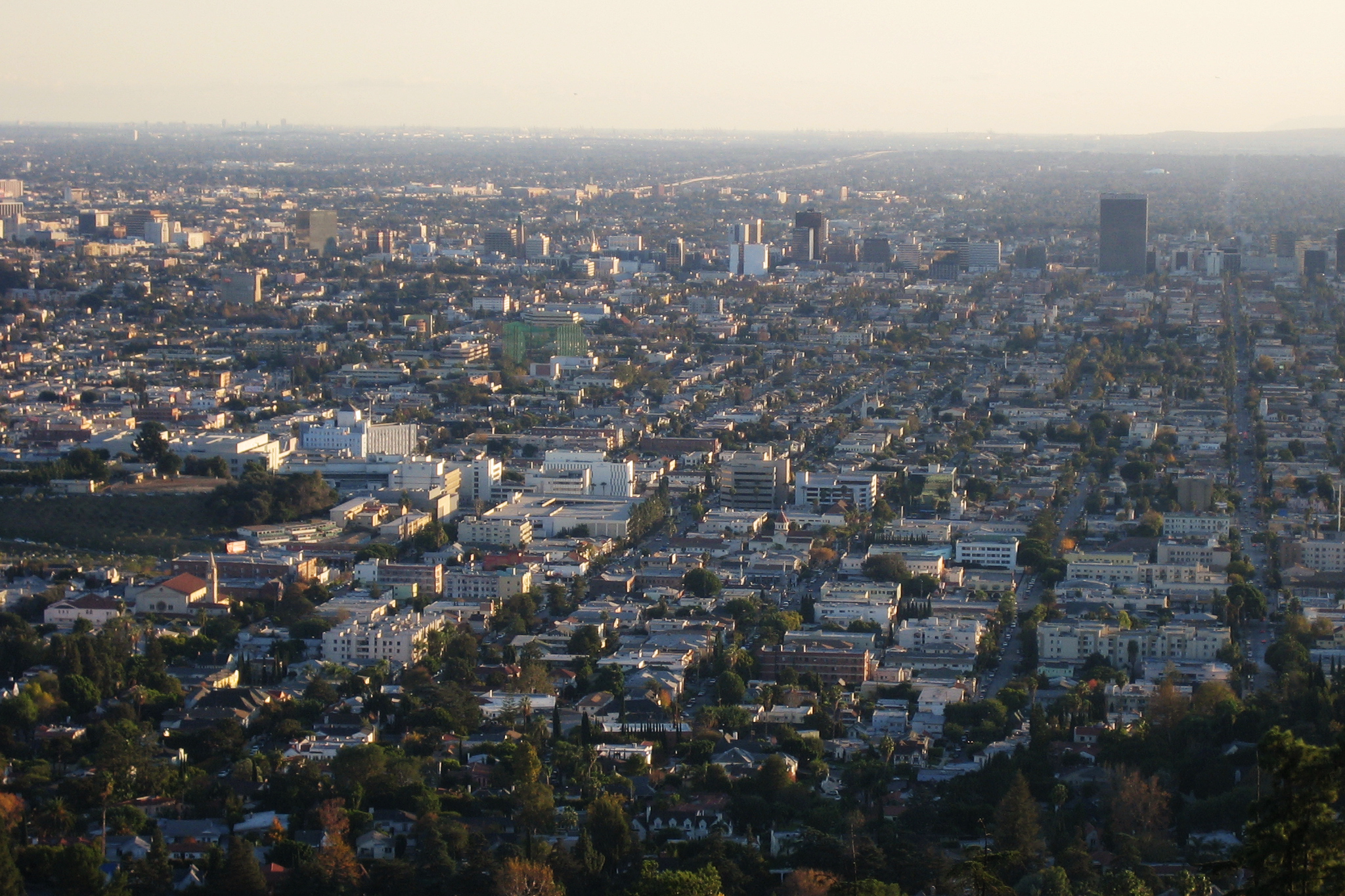
Vista del quartiere dall'Osservatorio Griffith

East Hollywood è un distretto, densamente popolato, nella regione centrale della città di Los Angeles.
Con più di 78000 residenti è conosciuto per essere il luogo dove si trova il Los Angeles city College, il Barnsdall Park ed il distretto ospedaliero.
Vi si trovano 7 scuole pubbliche e 5 private, una sede della Los Angelese Public Library e 3 ospedali.

## Storia
All'inizio del 20-esimo secolo l'area dove oggi si trova Est Hollywood era un borgo agricolo che comprendeva anche parte di quello che oggi è il quartiere di Los Feliz. Parte del quartiere era conosciuto come Prospect Park.
Nel 1910 le città di Hollywood ed Est Hollywood approvarono l'annessione alla città di Los Angeles per poter ottenere la fornitura di acqua corrente.
Nel 1916 il magnate dell'acciaio Andrew Carnegie donò il denaro necessario alla costruzione della Cahuenga Branch della Los Angeles Public Library sulla Santa Monica Boulevard.
Nel 1920 venne costruito il Barnsdall Park.
Gli anni 20 furono anche l'epoca in cui avvenne un'immigrazione massiva in Est Hollywood.
Immigrati armeni si stabilirono nella comunità oggi conosciuta come Little Armenia.
L'università della California del sud iniziò a necessitare di un maggiore spazio e così venne trasferita più ad ovest. Alla fine degli anni 20 si trasferì in un ranch denominato Westwood e divenne in seguito l'Università della California.
Il vecchio campus divenne il Los Angeles junior college in seguito rinominato Los Angeles City College.
Nel 1930 venne costruito il Cedars-Sinai Medical Center.
Tra il 1947 ed il 1949 venne costruita la US 101 detta anche Hollywood Freeway.
Nell'estate del 1999 vennero aperte 3 stazioni della Linea Rossa della metropolitana connettendo così il quartiere al resto della città in modo più efficiente.

## Geografia
Il quartiere di Est Hollywood confina con il quartiere di Los Feliz a nord e con il quartiere di Silver Lake, a circa 4 miglia dalla Downtown di Los Angeles ad est.
Confina inoltre con il distretto di Wilshire Center a sud e con il quartiere di Hollywood ad ovest.
Est Hollywood include le più piccole comunità di Thai Town, Little Armenia e Melrose Hill.